# Leopold Steinbichler
Leopold Steinbichler (* 26. Februar 1959 in Aurach am Hongar, Oberösterreich), oft Leo (Bauernrebell oder Palmöl-Leo) genannt, ist ein österreichischer Politiker. Von 1997 bis 2003 war er Mitglied des Bundesrates (ÖVP), von Oktober 2013 bis November 2017 war er Abgeordneter zum Nationalrat (Team Stronach, ab August 2017 ohne Klubzugehörigkeit).

## Leben
Nach Besuch der Volksschule in Aurach und der Hauptschule in Schörfling besuchte Leopold Steinbichler zunächst ein Polytechnikum in Seewalchen am Attersee und zuletzt von 1976 bis 1977 die Landwirtschaftliche Fachschule in Vöcklabruck. Seit 1976 arbeitet Steinbichler als Landwirt. In dieser Funktion wurde er auch 1991 zum Obmann der Bezirksbauernkammer des Bezirks Vöcklabruck gewählt. Diese Funktion hatte er bis zum Ausschluss vom Bauernbund inne.
1985 zog er für die ÖVP in den Gemeinderat von Aurach am Hongar ein. 1991 wurde er zum Mitglied des Gemeindevorstands. Im Jänner 1997 wurde er als Mitglied des Bundesrats in Wien vereidigt. In der Länderkammer Österreichs vertrat Steinbichler bis Oktober 2003 die Interessen Oberösterreichs. Seit 2005 fungiert Steinbichler als Geschäftsführer der Steinbichler + Partner Versicherungsmakler GmbH mit Sitz in Regau. 2007 wurde Steinbichler, der sich nun offen gegen die Agrarpolitik der ÖVP aussprach, aus dem Bauernbund ausgeschlossen, wodurch er auch die Obmannschaft in der Bezirksbauernkammer Vöcklabruck verlor. Zwischenzeitlich war Steinbichler im Österreichischen Wirtschaftsbund aktiv, nachdem er in Vöcklabruck den „Wimberghof“ mit zwei Kollegen errichtet hatte, ging dieser nach Unstimmigkeiten in der Geschäftsführung in Konkurs. Steinbichler ist Gründungsmitglied und ehemaliger Obmann-Stellvertreter der IG Milch sowie Obmann der IG Fleisch.
Bei der Nationalratswahl 2008 kandidierte der „Agrarrebell“ als Spitzenkandidat auf der oberösterreichischen Landesliste für die Liste Fritz Dinkhauser. Um 2011 war er Fraktionsexperte der FPÖ für Agrarfragen. Zur Nationalratswahl 2013 wurde er von Frank Stronach auf die Liste des Team Stronach geholt, dessen Landesparteiobmann für Oberösterreich er bis 2015 war, und zog mit einem Mandat der oberösterreichischen Landesliste in den Nationalrat ein. Steinbichler war Bereichssprecher für Land- und Forstwirtschaft, Familie, Tourismus sowie Vorsitzender im Konsumentenschutzausschuss sowie Wirtschaftssprecher im Parlamentsklub des Team Stronach. 2015 scheiterte eine Kandidatur seiner eigenen Liste Kompetenzplattform ‚Wir für Oberösterreich‘ bei der Landtagswahl in Oberösterreich 2015 an zu wenigen Unterstützungserklärungen.
Nachdem das Team Stronach im August 2017 den Klubstatus im Nationalrat verloren hatte, verblieb er bis zur Nationalratswahl 2017 als fraktionsloser Abgeordneter im Parlament. Er unterstützte die Kandidatur der Weißen bei der Nationalratswahl 2017 und kandidierte auf ihrer Bundesliste sowie als Spitzenkandidat der oberösterreichischen Landesliste.

## Publikationen
- 2023: Wir füttern die falschen Kühe: Der betrogene Konsument – Wege aus dem System, Carl Ueberreuter Verlag, Wien 2023, ISBN 978-3-8000-7827-1.

## Auszeichnungen
- 2019: Großes Goldenes Ehrenzeichen für Verdienste um die Republik Österreich[3]